# 成田助綱
成田 助綱（なりた すけつな）は、鎌倉時代初期の武将。

## 経歴
横山党の一族で埼玉郡成田郷を本拠とした。源頼朝に仕え、『保元物語』に名が載る。治承4年（1180年）の頼朝の挙兵、奥州征伐、建久元年（1190年）の上洛などに従ったことが『吾妻鏡』から見える。